# Medo de sentir
Medo de sentir è un brano musicale della cantante portoghese Elisa Silva, pubblicato il 16 gennaio 2020. Il brano è stato scritto e composto da Marta Carvalho.
Con Medo de sentir Elisa Silva ha vinto il Festival da Canção 2020, ottenendo il diritto di rappresentare il Portogallo all'Eurovision Song Contest 2020, prima che l'evento fosse cancellato. Si è classificata seconda su otto partecipanti sia nel voto della giuria che nel televoto, ma la somma dei due punteggi le ha garantito la vittoria.

## Descrizione
Il brano è interamente in lingua portoghese, mentre dal punto di vista melodico si presenta come una sentimental ballad. Tema fondamentale del testo è la paura di provare nuovamente l'amore dopo la rottura di una relazione.
Mas agora tenho medo de sentir

Pergunta ao tempo, ele sabe tudo sobre mim»
Ma ora ho paura di sentire

Chiedi al tempo, lui sa tutto su di me»

## Formazione
- Elisa Silva – voce
- Daniel Lima – pianoforte
- Márcio Silva – mixaggio e mastering